# Ажек (водопад)
Аже́к (убых. же (аже) — снег, к (куа) — сын) — водопад, расположенный на реке Ажек при впадении её в реку Сочи в Хостинском районе города Сочи Краснодарского края в России. Водопад находится на территории Сочинского национального парка, в 6,5 километрах от села Ореховка.

## Этимология
Название водопада и реки с убыхского языка переводится как «снежный сын» (же (аже) — снег, к (стянутая форма от куа) — сын) или «рождённая снегом», истоки которой происходят на южном склоне горы Сахарной, получившей своё название за снежную шапку, которую она носит при выпадении осадков в зимний период (в то время, когда на соседних вершинах снег быстро тает). Возможна и другая расшифровка топонима Ажек — «сын оленя» (по убыхски же (аже) также означает и «олень») или «оленёнок» буквально, а вероятный смысловой перевод — «место, где водятся олени».
Дж. Н. Коков считает, что название водопада выводится путём перевода с кабардинского, означающее «балка козла».
Ш. Д. Инал-Ипа предполагает, что название Ажек выводится из абхазского слова Ажаква, означающего «борода».
Также вполне может быть, что Ажек (Ажеко) может быть и именем собственным и названием рода, владевшего этой местностью.

## Описание
Водопад образован сланцевыми породами примерно 40—50 тысяч лет назад путём растворения горных пород водой. Высота водной струи 9,5 м, ширина — до 1,5 м.
В месте падения водопада образовалось озеро примерно 7 метров в диаметре. Струи воды образовали каньон, обрывистые стены которого имеют подковообразную форму (до 20 м высотой), заросшие самшитом и плющом.
Солнце никогда не освещает водопад полностью, из-за чего половина его постоянно находится в тени. Санитарное состояние в районе водопада хорошее, так как водопад располагается в труднопроходимом месте.

## Галерея

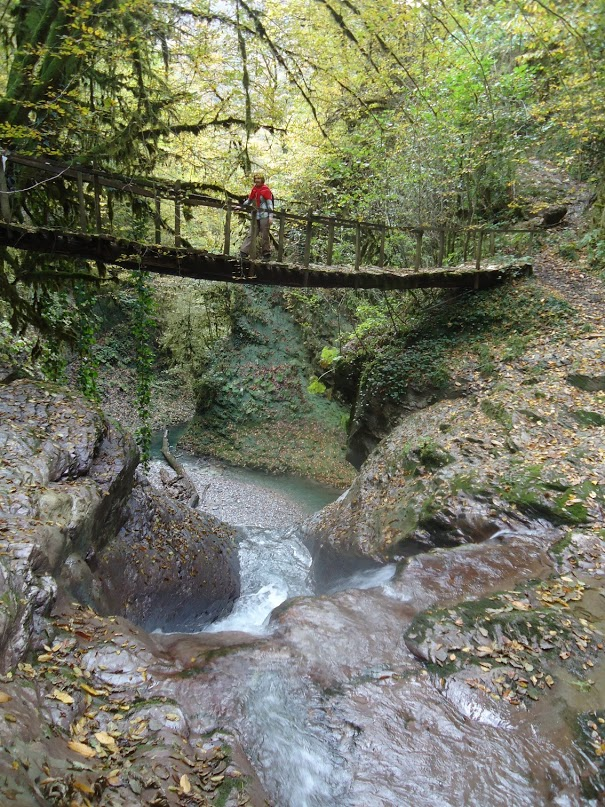
Ажекский водопад
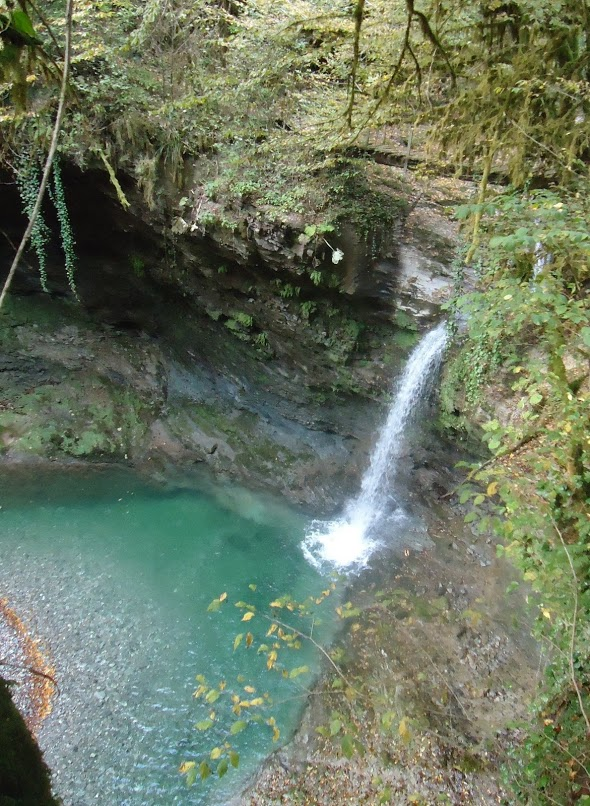
водопад Ажек
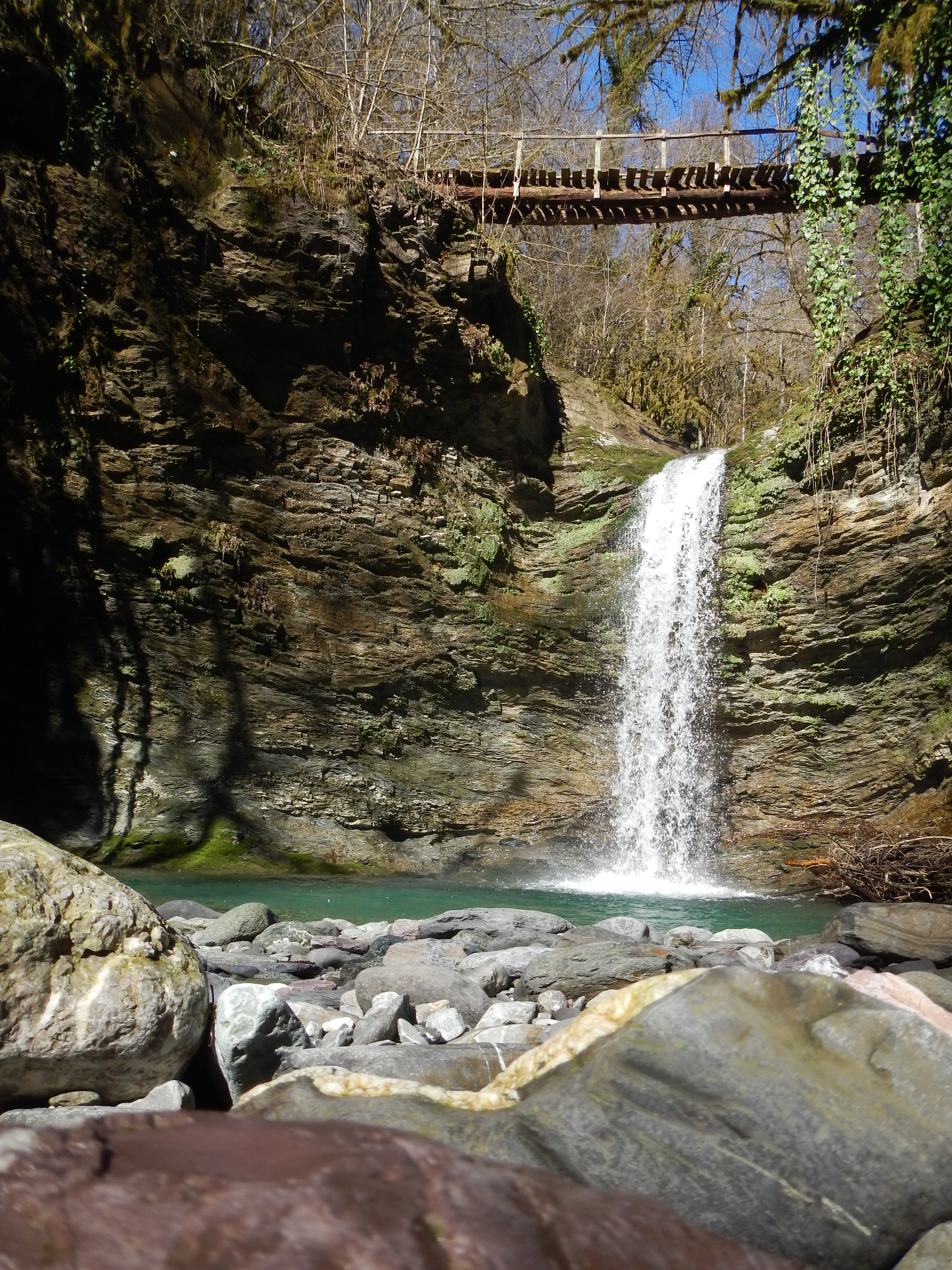
Водопад Ажек
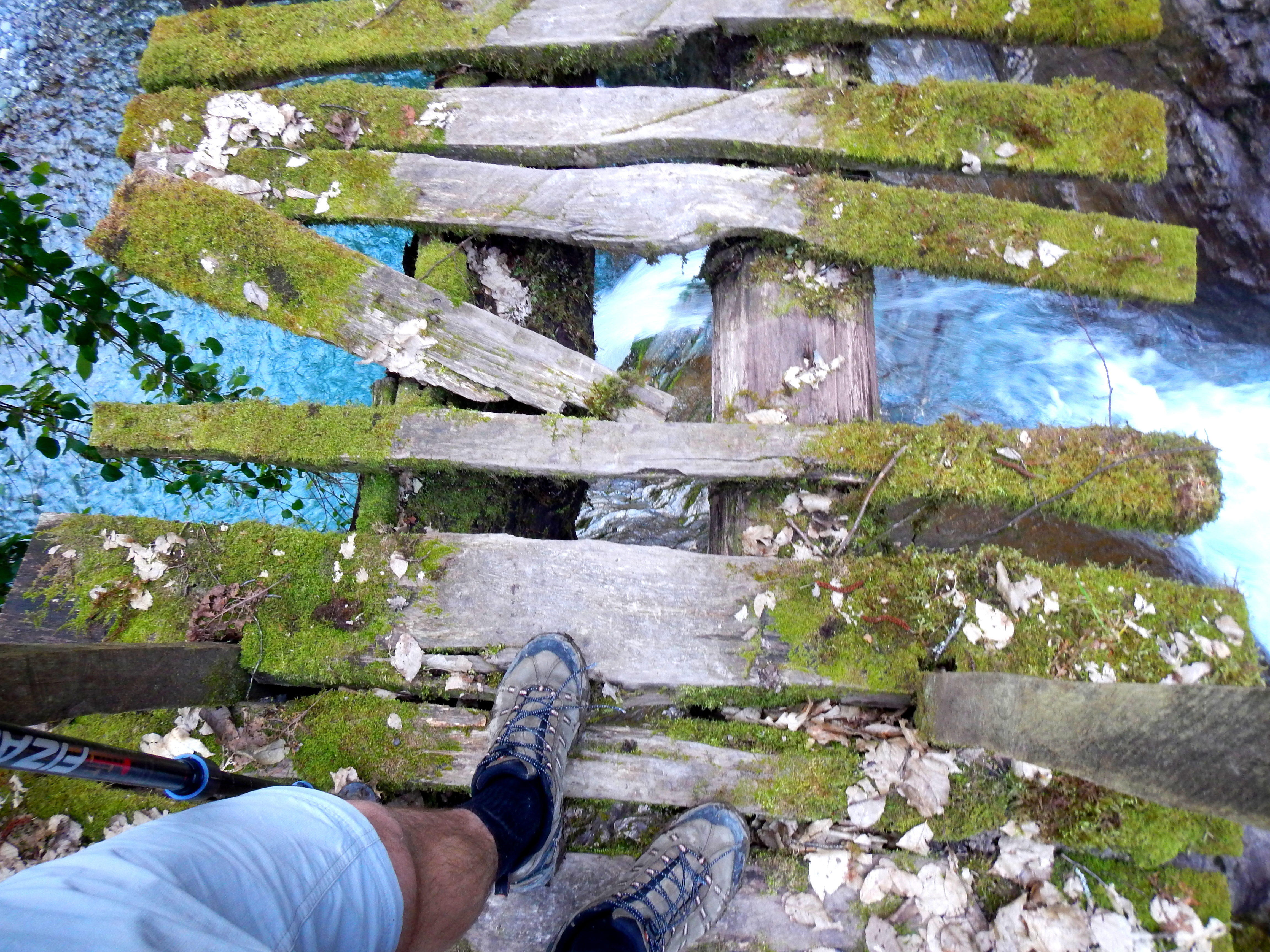
Тропа на водопаде Ажек